# Stade Heriberto-Hülse
Pour les articles homonymes, voir Hülse.
Le stade Heriberto-Hülse, surnommé « le majestueux », est un stade de football construit en 1955, situé dans la ville de Criciúma, dans l'État de Santa Catarina, au Brésil,. 

## Histoire
Son club résident est le Criciúma Esporte Clube, qui évolue au plus haut niveau national du championnat du Brésil. Le stade est entièrement couvert. Il comporte 19 225 places. Il est nommé d'après le nom de l'ancien gouverneur de l'État de Santa Catarina, Heriberto Hülse.